# Las cercanas
Las cercanas es una película documental argentina de 2021 escrita y dirigida por María Álvarez, sobre dos pianistas gemelas de 91 años, sus vivencias musicales y artísticas. Se estrenó en la 34 edición del Festival Internacional de Cine Documental de Ámsterdam (IDFA) en los Países Bajos, en noviembre de 2021.

## Sinopsis
Isabel y Amelia Cavallini, gemelas de 91 años, viven juntas en un apartamento de Buenos Aires, Argentina, donde recuerdan su carrera como dúo de pianistas profesionales. Gracias a las fotos, cuadros y partituras musicales conversan con nostalgia y humor sobre su familia, su éxito musical y sus piedras en el camino. 

## Reparto
Colaboraron en la película como ellas mismas:
- Amelia Cavallini

- Isabel Cavallini

## Críticas
Diego Brodersen en Página 12 opinó:
"...La realizadora de Las cinéphilas y El tiempo perdido cierra su trilogía sobre la vejez con un empático retrato de dos hermanas gemelas, otrora concertistas, en el que la cámara jamás se pone por encima de sus personajes".
Alejandro Lingenti en La Razón opinó:
"...Lo que más impacta en este documental de tono íntimo y dramático es la crudeza con la que exhibe los problemas que acarrea la vejez".

Diego Lerer en MicropsiaCine.com opinó:
"...Es un relato tierno, asfixiante pero querible el que presenta la película. Jamás se les mira con patetismo ni condescendencia, por más que algunas situaciones -y obsesiones personales-  lleven a pensar eso".

## Premios y nominaciones
Ganó el Premio FRIPRESCI 2021 (de la crítica Internacional) a la mejor dirección (ex aequo con Palestra, de Sofía Jallinsky, Basovih Marinaro) en el Festival Internacional de Cine de Gijón, España. Y en el Festival Internacional de Mar del Plata 2021, Argentina, fue elegida como la Mejor Película de la Competencia Argentina.